# Vaumas
Vaumas település Franciaországban, Allier megyében. Lakosainak száma 538 fő (2022. január 1.). Vaumas Chapeau, Châtelperron, Mercy, Saint-Léon, Saint-Pourçain-sur-Besbre, Saligny-sur-Roudon, Thiel-sur-Acolin és Thionne községekkel határos.

## Népesség
A település népessége az elmúlt években az alábbi módon változott:
| Lakosok száma | 727  | 627  | 592  | 536  | 541  | 538  | 538  | 537  | 535  | 538  |
|               | 1968 | 1982 | 1990 | 2006 | 2013 | 2015 | 2017 | 2019 | 2020 | 2022 |